# Gisela Schneeberger

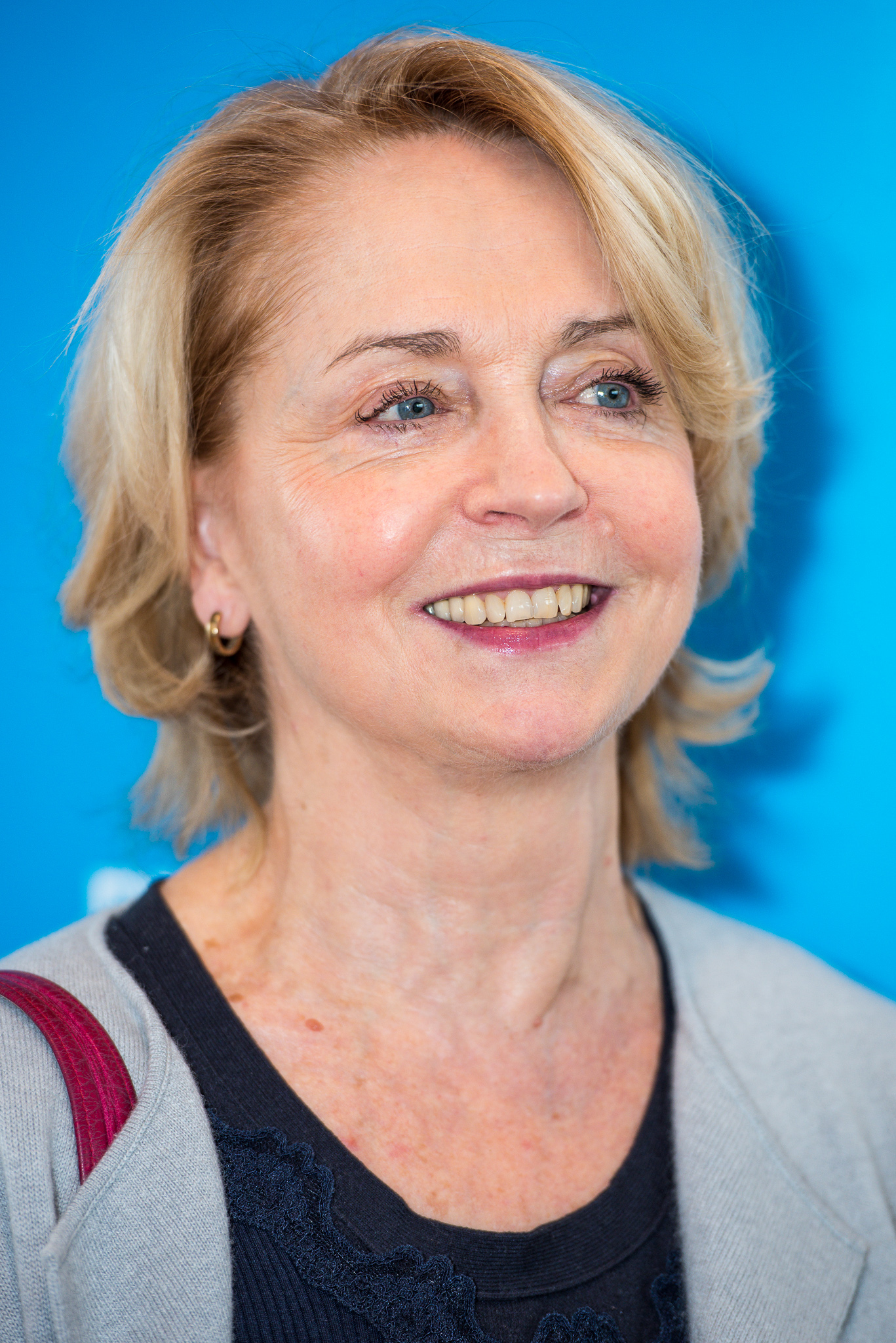
Gisela Schneeberger, 2016

Gisela Schneeberger (* 3. Oktober 1948 in Dollnstein) ist eine deutsche Schauspielerin und Kabarettistin.

## Privatleben
Gisela Schneebergers Vater war Richter, die Mutter Hausfrau. Sie hat zwei ältere Schwestern und eine ältere Halbschwester. Noch vor ihrer Einschulung zogen die Eltern von Dollnstein nach München, wo Schneeberger im Schultheater ihre ersten schauspielerischen Erfahrungen sammelte. Nach dem Abitur studierte sie zunächst für ein Jahr Psychologie, ging dann aber an die Otto-Falckenberg-Schule in München, wo sie von 1971 bis 1974 ihre Schauspielausbildung absolvierte.
Nach 18 Jahren Ehe, aus der der Strafverteidiger Philip Müller hervorging, trennte sie sich 1993 von ihrem Ehemann Hanns Christian Müller. Sie lebt in der Maxvorstadt in München.

## Karriere

### Theater
1974 und von 1976 bis 1978 war Schneeberger am Schillertheater Berlin engagiert. Ihren ersten großen Erfolg feierte sie 1979 im Werkraum der Münchner Kammerspiele als Büroangestellte Annerose Waguscheit in dem satirischen Stück Kehraus, das 1983 auch als Spielfilm, 1986 als Fernsehfilm erschien. Es folgten an den Kammerspielen die ebenfalls sehr erfolgreichen Kabarett-Stücke München leuchtet (1984), Diri Dari (1988, mit Schneeberger in 13 Rollen) und Tschurangrati (1993). Daneben gastierte sie wiederholt am Münchner Residenztheater. Regie führte jeweils Hanns Christian Müller.

### Film und Fernsehen
Bekannt wurde Gisela Schneeberger durch zahlreiche Film- und Fernsehrollen, in denen die bayerische Mundart zu ihrem persönlichen Markenzeichen wurde. Häufig wirkte sie dabei an der Seite von Gerhard Polt, den sie 1975 kennenlernte, wie in der Sketch-Serie Fast wia im richtigen Leben (1979 bis 1988).  Auch im Scheibenwischer von Dieter Hildebrandt (ab 1980) war sie häufig zu sehen. In der Erfolgsserie Monaco Franze – Der ewige Stenz (1983) und der Karnevalssatire Kehraus (1983) brillierte sie in Nebenrollen ebenso wie später in Hauptrollen in Man spricht deutsh (1988), Langer Samstag (1992) und Germanikus (2004). Im Jahr 2001 war sie in Folge 30 („Tödliches Dreieck“) der Serie Der Bulle von Tölz und in Simon Verhoevens 100 Pro, 2003 neben Senta Berger in Die schnelle Gerdi und die Hauptstadt und 2005 als Partnerin von Dieter Pfaff in der Serie Der Dicke zu sehen. Anfang 2006 spielte sie in dem Zweiteiler Papa und Mama von Dieter Wedel eine verlassene Ehefrau und wirkte sie in der TV-Verfilmung Silberhochzeit, eine Kurzgeschichte von Elke Heidenreich, an der Seite von Iris Berben und Matthias Habich. Im gleichen Jahr sah man sie neben Andrea Sawatzki, Friedrich von Thun und Christian Berkel im ARD-Zweiteiler Helen, Fred und Ted.
Von 2009 bis 2012 war sie als Mutter der von Jule Ronstedt gespielten Hauptprotagonistin Franzi in der BR-Fernsehserie Franzi zu sehen. 2011 spielte sie an der Seite von Günther Maria Halmer und Rita Russek in dem Filmdrama Zwei übern Berg die Hauptrolle der Unternehmerin Hannah Zorn und war in Markus Gollers Filmkomödie Eine ganz heiße Nummer als Waltraud Wackernagel in einer weiteren Hauptrolle zu sehen. Von 2012 bis 2014 wirkte sie neben Dietrich Hollinderbäumer als Gisela Wagner in 30 Folgen der Dramedy-Fernsehserie Add a Friend und spielte von 2013 bis 2015 die Wäschereibesitzerin Christa Bachmeier in der BR-Fernsehserie Im Schleudergang. 2014 war sie in Ralf Westhoffs Kinofilm Wir sind die Neuen als WG-Mitbewohnerin zu sehen und spielte zusammen mit Gerhard Polt in der Komödie Und Äktschn!.
In dem österreichisch-deutschen Spielfilm Bergfried wirkte sie 2016 in der Rolle der Frieda. Im selben Jahr war sie neben Thomas Unger und Felicitas Woll in dem Thriller Liebe bis in den Mord als Molkereiunternehmerin Katharina Gruber zu sehen. Im ORF/ARD-Fernsehfilm Für dich dreh ich die Zeit zurück (2017) verkörperte sie die Rolle der an Alzheimer erkrankten Erika. Im ZDF-Fernsehfilm Bier Royal (2018) spielte sie Gisela Hofstetter, die Witwe des Familienpatriarchen Franz-Xaver Hofstetter. In Richard Hubers Tragikomödie Lang lebe die Königin (2019/20) übernahm Schneeberger gemeinsam mit Iris Berben, Judy Winter, Eva Mattes und Hannelore Hoger für ihre im April 2019 verstorbene Kollegin Hannelore Elsner die Szenen, die die schwerkranke Schauspielerin nicht mehr selbst abdrehen konnte, um den Film als Hommage an sie fertigzustellen. Sie meinte, als sie von dem Konzept gehört habe, sei sie interessiert gewesen. Als sie die Namen ihrer Mitstreiterinnen erfahren habe, um einiges mehr. Auch über den Regisseur Richard Huber sei nur Gutes zu hören gewesen. Und von Gerlinde Wolf sei sie nach einer gemeinsamen Arbeit sowieso ein Fan. Das seien die besten Voraussetzungen gewesen, das Projekt zu wagen. So sei es auch ein höchst erfreulicher Drehtag gewesen, an dessen Ende sie dann noch Judy Winter getroffen habe. Mit ihr habe sie – „in tiefster Ehrfurcht“ – vor Jahrzehnten einen ihrer ersten Filme bedreht. „Was für ein Tag!“

## Filmografie

### Filme
- 1973: Tommy kehrt zurück
- 1974: Maria Magdalena (Fernsehfilm)
- 1975: Im Hause des Kommerzienrates (Fernsehfilm)
- 1975: Sieben Erzählungen aus der Vorgeschichte der Menschheit
- 1979: Da schau her (Fernsehfilm) (rumored)
- 1983: Kehraus
- 1984: Heimatabend (Fernsehfilm)
- 1988: Man spricht deutsh
- 1988: Starke Zeiten
- 1990: Schweig Bub! (Fernsehfilm)
- 1992: Langer Samstag
- 1994: In dieser Stadt daheim (Fernsehfilm)
- 1994: Tschurangrati (Fernsehfilm)
- 1994: Weihnachten mit Willy Wuff (Fernsehfilm)
- 1995: Drei in fremden Kissen (Fernsehfilm)
- 1998: Bin ich schön?
- 1998: Callboy (Fernsehfilm)
- 1998: Frau Rettich, die Czerni und ich
- 2000: Der Hahn ist tot (Fernsehfilm)
- 2000: Geschichten aus dem Nachbarhaus: Hoffest (Fernsehfilm)
- 2000: Kalt ist der Abendhauch
- 2000: Vino Santo (Fernsehfilm)
- 2000: Zimmer mit Frühstück (Fernsehfilm)
- 2001: 100 Pro
- 2002: Mehr als nur Sex (Fernsehfilm)
- 2003: Dinner for Two (Fernsehfilm)
- 2003: Just Get Married! (Short)
- 2004: Germanikus
- 2006: Aphrodites Nacht
- 2006: Helen, Fred und Ted (Fernsehfilm)
- 2006: Leo (Fernsehfilm)
- 2006: Silberhochzeit (Fernsehfilm)
- 2008: Liesl Karlstadt & Karl Valentin (Fernsehfilm)
- 2008: Mit einem Schlag (Fernsehfilm)
- 2009: Ladylike – Jetzt erst recht! (Fernsehfilm)
- 2010: Morgen musst Du sterben (Fernsehfilm)
- 2011: Adel Dich (Fernsehfilm)
- 2011: Eine ganz heiße Nummer
- 2011: Pilgerfahrt nach Padua (Fernsehfilm)
- 2011: Schief gewickelt (Fernsehfilm)
- 2011: Zwei übern Berg (Fernsehfilm)
- 2012: Der Heiratsschwindler und seine Frau (Fernsehfilm)
- 2012: Die Tote ohne Alibi (Fernsehfilm)
- 2012: Obendrüber da schneit es (Fernsehfilm)
- 2012: So wie du bist (Fernsehfilm)
- 2013: Familie Sonntag auf Abwegen (Fernsehfilm)
- 2014: Das Zeugenhaus (Fernsehfilm)
- 2014: Und Äktschn!
- 2014: Wir sind die Neuen
- 2015: Die Udo Honig Story (Fernsehfilm)
- 2016: Bergfried (Fernsehfilm)
- 2016: Eine unerhörte Frau
- 2016: Familie Lotzmann auf den Barrikaden (Fernsehfilm)
- 2016: Liebe bis in den Mord: Ein Alpenthriller (Fernsehfilm)
- 2017: Für dich dreh ich die Zeit zurück (Fernsehfilm)
- 2017: Laim und die Zeichen des Todes (Fernsehfilm)
- 2018: Bier Royal (Fernsehfilm)
- 2019: Eine ganz heiße Nummer 2.0
- 2019: Steirerkreuz
- 2020: Lang lebe die Königin
- 2021: Beckenrand Sheriff

### Serien
- 1978: Kommissariat 9 – Gewusst wie
- 1979–1988: Fast wia im richtigen Leben
- 1982–1992: Scheibenwischer
- 1983: Monaco Franze – Der ewige Stenz
- 1993: Wildbach
- 1995: Café Meineid
- 1996–2008: Der Alte
- 2001: Der Bulle von Tölz: Tödliches Dreieck
- 2002: Die Verbrechen des Professor Capellari
- 2004: Die schnelle Gerdi
- 2005–2009: Der Dicke
- 2006: Papa und Mama
- 2009–2012: Franzi
- 2012–2014: Add a Friend
- 2013: Im Schleudergang
- 2015: Tatort: Die letzte Wiesn
- 2017: Das Pubertier
- 2019: Landkrimi – Steirerkreuz

## Hörspiele
- 2006: Jörg Graser: Diridari – Regie: Robert Matejka (Hörspiel – DKultur)
- 2022: Merle Kröger: Die Experten –  Hörspielserie in 5 Folgen, Regie: Judith Lorentz, Bearbeitung: Katrin Zipse (Deutschlandfunk Kultur/NDR)

## Auszeichnungen

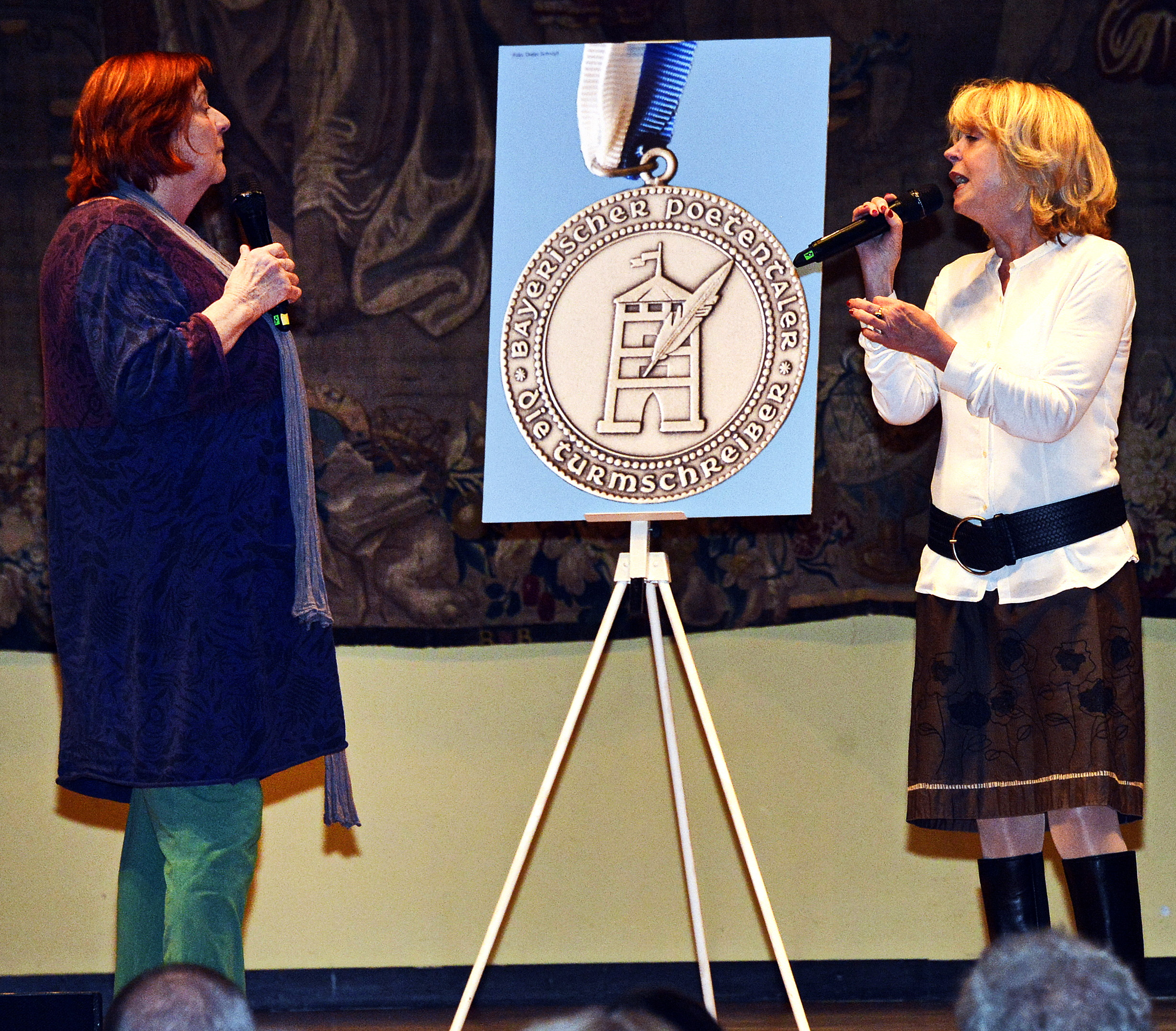
Gisela Schneeberger (rechts) erhält den Bayerischen Poetentaler, Laudatio Maria Peschek (links), 2014

- 1981: Adolf-Grimme-Preis mit Bronze für Fast wia im richtigen Leben (zusammen mit Hanns Christian Müller und Gerhard Polt)
- 1983: Adolf-Grimme-Preis mit Silber für Scheibenwischer (zusammen mit Dieter Hildebrandt und Gerhard Polt)
- 1986: Ludwig-Thoma-Medaille[7]
- 1989: Goldener Gong für Fast wia im richtigen Leben, gemeinsam mit Gerhard Polt und Hanns Christian Müller
- 2006: Deutscher Fernsehpreis, Beste Schauspielerin Nebenrolle für „Leo“ und „Silberhochzeit“[7]
- 2008: Schwabinger Kunstpreis
- 2009: Deutscher Fernsehpreis Beste Schauspielerin Hauptrolle für „Mit einem Schlag“[7]
- 2012: Bayerischer Verdienstorden
- 2014: Deutscher Schauspielerpreis in der Kategorie Schauspielerin in einer komödiantischen Rolle für Im Schleudergang, Add a Friend und Eine ganz heiße Nummer
- 2014: Bayerischer Fernsehpreis als beste Schauspielerin in der Kategorie Serien und Reihen für ihre Rolle in Im Schleudergang (BR)
- 2014: Bayerischer Poetentaler
- 2019: Filmpreis der Landeshauptstadt München